# Театр Массімо

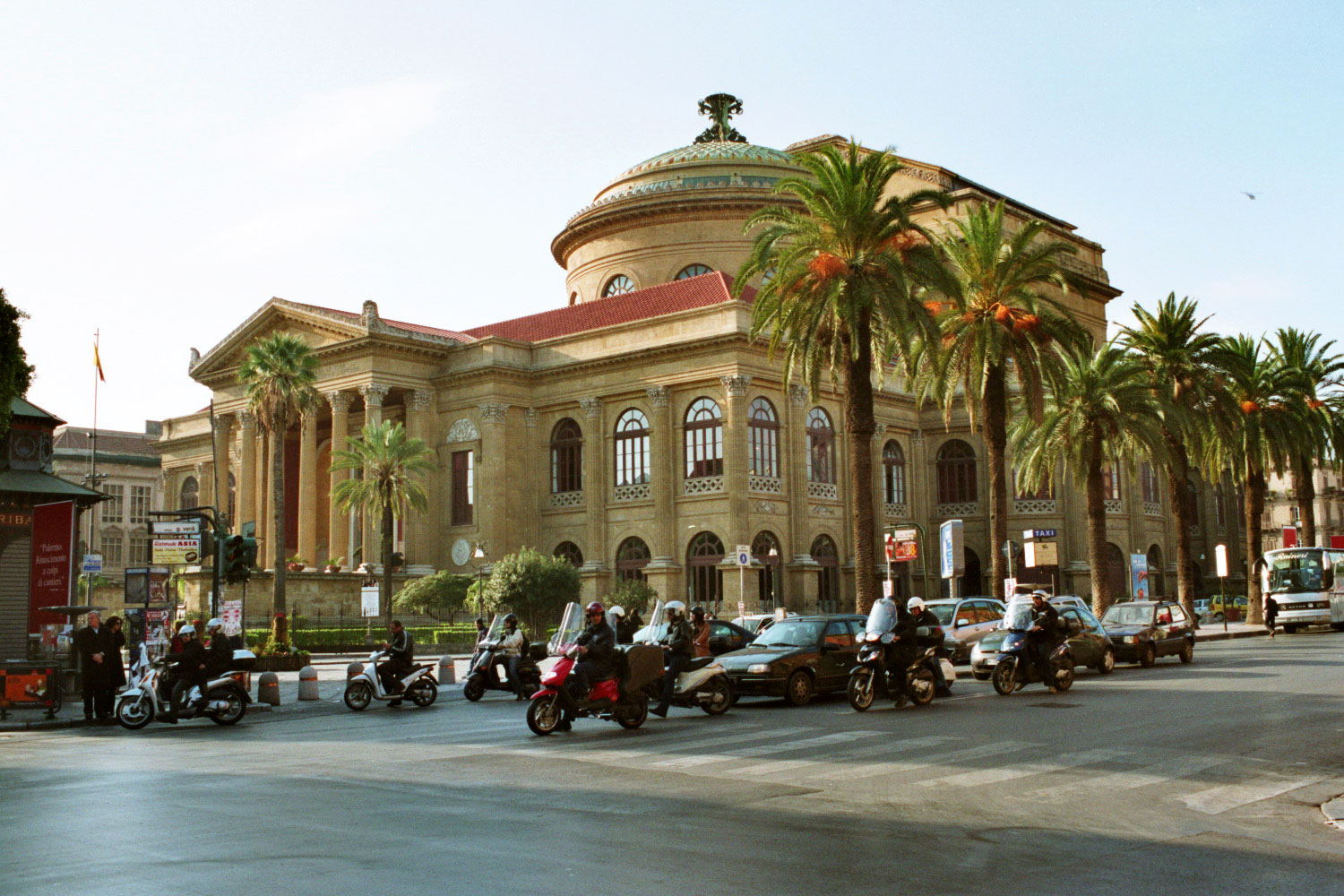
Театр Массімо

Театр Массімо (італ. Teatro Massimo) — оперний театр у Палермо, розташований на площі Верді. Свою назву він отримав на честь короля Віктора Еммануїла II. Він є найбільшим в Італії і одним з найбільших в Європі, що славиться при цьому своєю чудовою акустикою.
У 1864 році з ініціативи мера Палермо було оголошено міжнародний конкурс на проект будівництва великого оперного театру в місті, який мав прикрасити вигляд столиці, і нагадував про недавню національну єдність Італії. У підсумку архітектором був призначений Джованні Баттіста Філіппо Базіле, який почав будівництво 12 січня 1874. Після перших етапів побудови будівництво було заморожено на 8 років, і лише в 1890 році воно знову відновилося. Через рік після цього Базиле помер і його справу продовжив його син Ернесто. 16 травня 1897, через 22 роки після закладання фундаменту, театр відкрився для любителів опери, презентувавши в той день оперу Джузеппе Верді «Фальстаф», диригентом якої був Леопольдо Муньоне.
Базиле був натхненний древньою сицилійською архітектурою і таким чином театр був споруджений у неокласичному стилі, включаючи елементи грецьких храмів. Глядацька зала, виконана в стилі пізнього ренесансу в класичній формі підкови з сімома ложами, вміщає в себе 3000 чоловік. Скульптури бюстів великих композиторів для театру виліпив італійський скульптор Джусто Ліва і його сини.
У 1974 році театр був закритий на повну реставрацію, але через політичну нестабільність в ті роки і корупції, вона затягнулася на 23 роки. 12 травня 1997, за чотири дні до столітнього ювілею, театр знову був відкритий, але новий оперний сезон розпочався лише через два роки. Весь цей час оперні постановки місцевої трупи показувалися у двох невеликих театрах по сусідству.

## Цікаві факти
- Заключний сцени фільму «Хрещений батько 3» знімалися в театрі Массімо.